# December Boys
December Boys is een Australische film uit september 2007 van Rod Hardy en gebaseerd op het gelijknamige boek van Michael Noonan. Hoofdrollen zijn Daniel Radcliffe, Jack Thompson, Victoria Hill en Teresa Palmer.